# Courtland (Virginia)
Courtland es una localidad del Condado de Southampton, Virginia, Estados Unidos. Según el censo de 2000 tenía una población de 1.270 habitantes y una densidad de población de 533.0 hab/km².

## Demografía
Según el censo de 2000, había 1.270 personas, 460 hogares y 300 familias residiendo en la localidad. La densidad de población era de 533,0 hab./km². Había 498 viviendas con una densidad media de 209,0 viviendas/km². El 52,28% de los habitantes eran blancos, el 47,01% afroamericanos, el 0,16% amerindios, el 0,08% asiáticos y el 0,47% pertenecía a dos o más razas. El 0,24% de la población eran hispanos o latinos de cualquier raza.
Según el censo, de los 460 hogares en el 33,9% había menores de 18 años, el 42,6% pertenecía a parejas casadas, el 20,9% tenía a una mujer como cabeza de familia y el 34,6% no eran familias. El 32,6% de los hogares estaba compuesto por un único individuo y el 17,0% pertenecía a alguien mayor de 65 años viviendo solo. El tamaño promedio de los hogares era de 2,35 personas y el de las familias de 2,96.
La población estaba distribuida en un 23,1% de habitantes menores de 18 años, un 7,6% entre 18 y 24 años, un 27,0% de 25 a 44, un 23,1% de 45 a 64 y un 19,1% de 65 años o mayores. La media de edad era 38 años. Por cada 100 mujeres había 93,9 hombres. Por cada 100 mujeres de 18 años o más, había 87,7 hombres.
Los ingresos medios por hogar en la localidad eran de 31.750 dólares ($) y los ingresos medios por familia eran 43.229 $. Los hombres tenían unos ingresos medios de 34.464 $ frente a los 20.714 $ para las mujeres. La renta per cápita para la ciudad era de 18.474 $. El 21,6% de la población y el 19,2% de las familias estaban por debajo del umbral de pobreza. El 30,6% de los menores de 18 años y el 22,1% de los habitantes de 65 años o más vivían por debajo del umbral de pobreza.

## Geografía
Según la Oficina del Censo de los Estados Unidos, la localidad tiene un área total de 2,4 km², todos ellos correspondientes a tierra firme.

## Historia
Originalmente llamada Jerusalem por los primeros colonos que se establecieron en la región, la ciudad recibió su nombre actual en 1888. Sirvió como la única ciudad del condado de Southampton durante el siglo XVIII y ha sido la sede del condado desde entonces. Esta ciudad se formó en 1791 en la orilla norte del río Nottoway, en una parcela de 40 000 m² al lado del palacio de justicia.
En 1831, la ciudad se hizo conocida como el lugar de los juicios y posteriores ejecuciones de Nat Turner y algunos de sus compañeros que habían planeado una gran rebelión de esclavos. Según una carta escrita por Solon Borland al gobernador de Carolina del Norte, el pueblo era una pequeña aldea de aproximadamente 175 personas, con solo tres tiendas, un guarnicionero, un fabricante de carruajes, dos hoteles, dos abogados y dos médicos.
Courtland se convirtió en una parada en el ferrocarril Atlantic and Danville en 1890.